# Benjamin Creme
Benjamin Creme (Glasgow, 5 dicembre 1922 – Londra, 24 ottobre 2016) è stato un pittore e scrittore scozzese.

## Biografia
Comincia a dipingere in giovane età; a diciotto anni tiene una mostra congiunta al Trade Union Club con Douglas Campbell. Il pittore Josef Herman gli presenta Janker Adler, di cui Creme sarà studente tra il 1941 e il 1943. Durante questi tre anni Creme è "fortemente influenzato dal marchio personale di Adler sul modernismo europeo con un po' del tocco di Picasso. Creme è attratto dalla sintesi di Adler tra la poesia e l'ingegno di Klee e le forti qualità formali di Picasso"..
Negli anni che vanno dal 1947 al 1954 l'artista espone i suoi lavori in mostre personali e collettive in Gran Bretagna e negli Stati Uniti. Fino a questo momento il suo lavoro continua in maniera piuttosto figurativa, influenzata in gran parte da Adler e Picasso; tuttavia si avverte in lui una certa irrequietezza: comincia infatti a dipingere paesaggi come un tentativo cosciente di far evolvere il suo linguaggio, andando oltre Adler. A questo proposito è decisivo il viaggio che il pittore fa nella Francia del Sud nel 1950, dove viene ispirato "dalla luce, dal colore e dalle forme completamente astratte che emergono da quel paesaggio"; i colori sulla sua tavolozza non sono più quelli dei paesaggi scozzesi, ma sono i colori caldi e luminosi della Provenza, a un passo dall'astrazione.
Smette di dipingere nel 1957 ma riprende l'anno dopo, impegnandosi in ricerche astrattiste.

## Pubblicazioni
A partire dagli anni ottanta pubblica diversi libri.
- Creme, Benjamin, The Reappearance of the Christ and the Masters of Wisdom, Los Angeles, Tara Press, 1980. ISBN 978-90-71484-32-2
- Creme, Benjamin (ed.), Messages from Maitreya the Christ, Share International Foundation, 1981, 1986. ISBN 978-90-71484-22-3
- Creme, Benjamin, Transmission: A Meditation for the New Age, Los Angeles, Tara Center, 1983. ISBN 978-90-71484-35-3
- Creme, Benjamin (ed.), A Master Speaks, Share International Foundation, 1985. ISBN 978-90-71484-29-2
- Creme, Benjamin, Maitreya's Mission - Volume I, Share International Foundation, 1986. ISBN 978-90-71484-08-7
- Creme, Benjamin, Maitreya's Mission - Volume II, Share International Foundation, 1993. ISBN 978-90-71484-11-7
- Creme, Benjamin, Maitreya's Mission - Volume III, Share International Foundation, 1997. ISBN 978-90-71484-45-2
- Creme, Benjamin, The Ageless Wisdom Teaching - An introduction to humanity's spiritual legacy, Share International Foundation, 1996. ISBN 978-90-71484-13-1
- Creme, Benjamin, The Great Approach - New Light and Life for Humanity, Share International Foundation, 2001. ISBN 978-90-71484-23-0
- Creme, Benjamin, The Art of Co-operation, Share International Foundation, 2002. ISBN 978-90-71484-26-1
- Creme, Benjamin (ed.), Maitreya's Teachings - The Laws of Life, Share International Foundation, 2005. ISBN 978-90-71484-31-5
- Creme, Benjamin, The Art of Living: Living within the Laws of Life, Share International Foundation, 2006. ISBN 978-90-71484-37-7
- Creme, Benjamin, The World Teacher for All Humanity, Share International Foundation, 2007. ISBN 978-90-71484-39-1
- Creme, Benjamin, The Awakening of Humanity, Share International Foundation, 2008. ISBN 978-90-71484-41-4
- Creme, Benjamin, The Gathering of the Forces of Light - UFO's and their Spiritual Mission, Share International Foundation, 2010. ISBN 978-90-71484-46-9

### Opere pubblicate in Italia
- Creme, Benjamin, La riapparizione del Cristo e dei Maestri di Saggezza, Edizioni L'Età dell'Acquario, Torino, 1982.
- Creme, Benjamin, La Trasmissione: una meditazione per la Nuova Era, Share Italia. ISBN 3-9521053-0-9
- Creme, Benjamin, La Missione di Maitreya - Vol. I, Share Italia. ISBN 3-9521053-0-9
- Creme, Benjamin, Gli insegnamenti dell'Eterna Saggezza: un'introduzione, Share Italia.
- Creme, Benjamin, Il Grande Incontro, Share Italia.
- Creme, Benjamin, L'Arte della Cooperazione, Share italia.